# Сатня
Сатня — река в Родниковском районе Ивановской области России. Устье реки находится в 19 км по правому берегу реки Парша. Длина реки составляет 12 км.
Исток реки находится возле деревни Болтино. Река течёт на запад, затем поворачивает на юг, пресекает автодорогу Иваново — Кинешма. Недалеко от устья принимает левый приток Тыковка. Впадает в Шевригинское водохранилище в 19 км по правому берегу реки Парша.

## Данные водного реестра
По данным государственного водного реестра России относится к Окскому бассейновому округу, водохозяйственный участок реки — Клязьма от города Ковров и до устья, без реки Уводь, речной подбассейн реки — бассейны притоков Оки от Мокши до впадения в Волгу. Речной бассейн реки — Ока.
Код объекта в государственном водном реестре — 09010301112210000033348.